# Tìm kiếm trí thông minh ngoài Trái Đất

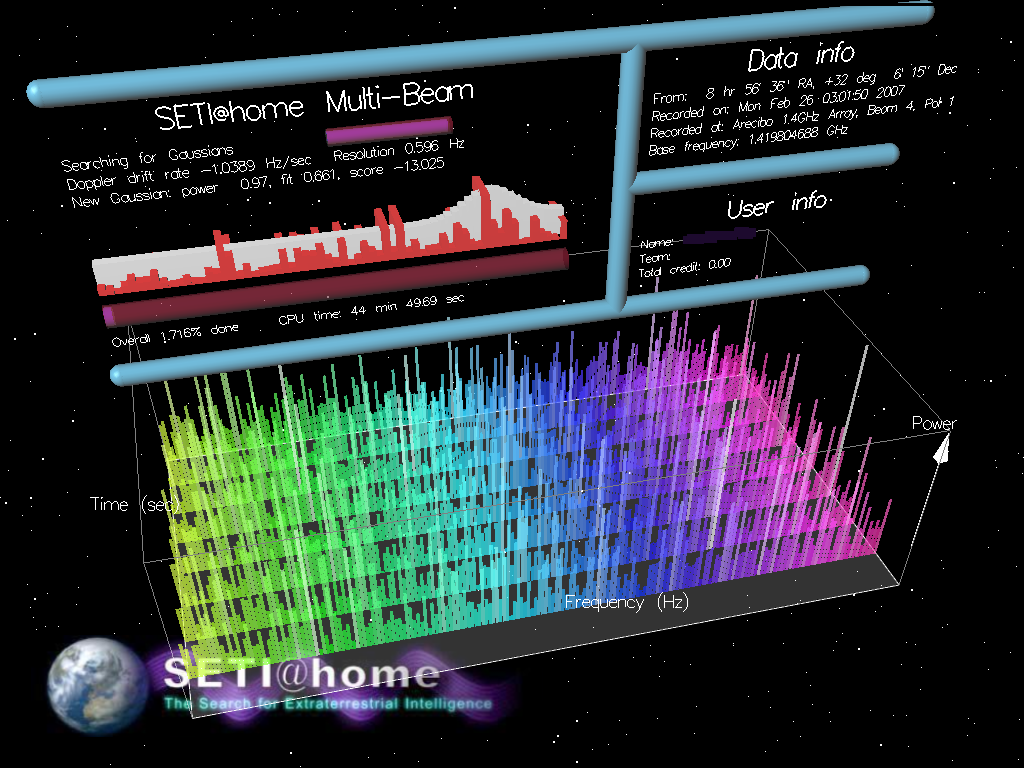
Ảnh chụp màn hình của trình bảo vệ màn hình cho SETI@home, một dự án máy tính phân tán, trong đó các tình nguyện viên tặng năng lượng máy tính nhàn rỗi để phân tích các tín hiệu vô tuyến cho các dấu hiệu của trí thông minh ngoài Trái Đất.

Tìm kiếm trí thông minh ngoài Trái Đất là một thuật ngữ chung cho các tìm kiếm khoa học cho sự sống ngoài Trái Đất thông minh, ví dụ, theo dõi bức xạ điện từ cho các dấu hiệu truyền từ các nền văn minh trên các hành tinh khác.
Cuộc điều tra khoa học bắt đầu ngay sau sự ra đời của vô tuyến điện vào đầu những năm 1900, và những nỗ lực tập trung quốc tế đã diễn ra từ những năm 1980. Vào năm 2015, Stephen Hawking và tỷ phú Nga Yuri Milner đã công bố một nỗ lực được tài trợ đầy đủ gọi là Các sáng kiến đột phá.

## Lịch sử

### Công việc ban đầu
Đã có nhiều tìm kiếm trước đây về trí thông minh ngoài Trái Đất trong Hệ mặt trời. Năm 1896, Nikola Tesla đề xuất rằng một phiên bản cực đoan của hệ thống truyền dẫn không dây của ông có thể được sử dụng để liên lạc với chúng sinh trên Sao Hỏa.
Năm 1899, trong khi thực hiện thí nghiệm tại trạm thí nghiệm Trạm Colorado Springs của ông, ông nghĩ ông đã phát hiện ra một tín hiệu từ hành tinh đó vì một tín hiệu tĩnh lặp đi lặp lại có vẻ bị cắt đứt khi sao Hỏa đặt trên bầu trời đêm. Phân tích nghiên cứu của Tesla đã thay đổi từ những gợi ý rằng Tesla không phát hiện ra gì, ông chỉ đơn giản hiểu lầm công nghệ mới mà ông đang làm việc với,
để tuyên bố rằng Tesla có thể đã quan sát tín hiệu từ các thí nghiệm radio của Marconi ở châu Âu và thậm chí là anh ta có thể đã nhận được tín hiệu từ quyển của sao Mộc. Trong đầu thập niên 1900, Guglielmo Marconi, Lord Kelvin và David Peck Todd cũng nói rằng niềm tin của họ có thể được sử dụng để liên lạc với Martian, với Marconi nói rằng các trạm của ông cũng đã thu thập các tín hiệu của sao Hỏa tiềm năng.